# Diospyros mangabensis
Diospyros mangabensis är en tvåhjärtbladig växtart som beskrevs av Aug. Dc. Diospyros mangabensis ingår i släktet Diospyros och familjen Ebenaceae. Inga underarter finns listade i Catalogue of Life.